# إدريس بن جعفر الزكي
إدريس بن جعفر بن علي بن محمد بن علي بن موسى الحسيني الهاشمي القرشي، توفي ودفن بالمدينة المنورة بالحجاز.

## ما بعد وفاة والده جعفر
بعد وفاة والده جعفر الزكي كان هناك فرقتان شيعيتان وهما الشيعة الجعفرية والنفيسية، وهما معارضيتين لآراء بقية طوائف الشيعة الذين يبغضون ويكفرون جعفر الزكي بن علي الهادي.
وكانت الشيعة النفيسية تعتقد بأن علي الهادي قد أوصى لابنه محمد بن علي الهادي ونصبه له إماماً ونصه على اسمه وعينه، ثم أوصى محمد بن علي الهادي إلى أخيه جعفر بن علي الهادي، «إن الإمامة لجعفر بوصية نفيس إليه عن محمد أخيه، وأنكروا وصية الحسن العسكري وقالوا: لم يوصِ إليه أبوه ولا غير وصيته إلى محمد ابنه»، بينما الشيعة الجعفرية الذين تسموا باسمه وغيرهم من الشيعة المنقرضين تفرقوا في أقوال عدة:
1. فرقة قالت أن الحسن بن علي توفي ولا عقب له وبعده جعفر بن علي أخوه، وذهبوا في ذلك إلى بعض مذاهب الفطحية في عبد الله وموسى ابني جعفر.
2. وفرقة قالت أن جعفر بن علي وأن إمامته أفضت إليه من قبل أبيه علي بن محمد وأن القول بإمامة الحسن كان غلطاً وخطأً وجب الرجوع عنه إلى إمامة جعفر.
3. وفرقة قالت بنفس مقالة الفطحية الفقهاء منهم وأهل النظر أن الحسن بن علي توفي وهو إمام بوصية أبيه إليه، وأن الإمامة لا تكون إلا في الأكبر من ولد الإمام، ممن بقي منهم بعد أبيه فبعد الحسن بن علي: جعفر أخوه، لا يجوز غيره إذ لا ولد للحسن معروف ولا أخ إلا جعفر في وصية أبيه، كما أوصى جعفر بن محمد الصادق إلى عبد الله لمكان الأكبر ثم جعلها من بعد عبد الله لموسى أخيه.

وبعد وفاة والده جعفر الزكي بن علي الهادي إدعوا الشيعة الإمامة في بعض ولده.
وقد إبتلى الله عز وجل إدريس بالشيعة، وذلك أنهم إدعوا الإمامة والتشيع فيه، وعلى إثر ذلك غادر سامراء، بل غادر العراق محتسبا لله متجها إلى المدينة المنورة بالحجاز موطنه ومسقط رأسه مع أبناءه وبناته وذريته.

## نسبه
- هو: أبو القاسم إدريس بن جعفر بن علي بن محمد بن علي بن موسى بن جعفر بن محمد بن علي بن الحسين بن علي بن أبي طالب بن عبد المطلب بن هاشم بن عبد مناف بن قصي بن كلاب بن مرة بن كعب بن لؤي بن غالب بن فهر بن مالك بن النَضر(قريش) بن كنانة بن خزيمة بن مدركة بن إلياس بن مضر بن نزار بن معد بن عدنان.

وينتهي نسبه إلى نبي الله إسماعيل بن نبي الله إبراهيم خليل الله عليهما الصلاة والسلام.

## أعقابه
لقد أعقب إدريس بن جعفر الزكي وله عقب منتشرة في أماكن مختلفة من العالم وله عقب في الحجاز ومنها المدينة المنورة، والشام، ومصر، واليمن ومنها حضرموت، والعراق وهي مسقط رأسهم بسامراء، ودمشق، والخليج العربي، وغير ذلك من تلك البلدان.
أعقب إدريس بن جعفر الزكي ثلاثة رجال وهم:
1- أبو محمد القاسم فارس العرب (وهو أكبر أولاده، وبه يكنى، وهو أكثرهم عقبا).
2- محمد (وفي روايات أخرى: أحمد).
3- عبد الله (وعقبه بمصر).

## إستشهاده
بسبب إساءة المقتدر العباسي لإدارة شؤون المسلمين وأذيته لأبناء عمه الطالبيين وبالأخص العلويين، دعا إدريس بن جعفر الزكي إلى بيعته بالخلافة في بلاد المدينة المنورة.
وما أن علم المقتدر العباسي بذلك حتى أرسل من يسقيه السم، فسقي إدريس بن جعفر الزكي السم، وتُوفي شهيدًا مغدورا.
من كتاب النفحة العنبرية، للعلامة النسابة السيد محمد كاظم بن أبي الفتوح اليماني الموسوي/
وكان قد ادعى إدريس بن جعفر الإمامة بالمدينة في أيام المقتدر فسقي، وكذلك أخوه المحسن بن جعفر أيضا ظهر في أعمال دمشق سنة ثلاثمائة من أيام المقتدر أيضا فقتل.